# Gispen 404
De slaapstoel Gispen model 404 is een ontwerp van Willem Hendrik Gispen uit 1936. 
Deze stoel bestaat uit een  metalen frame van verchroomde hole buis, een gevlochten zit- en rugvlak van rotan, en armsteunen van bakeliet. De stoel was ontworpen voor de Holland Amerika Lijn voor het cruiseschip Nieuw Amsterdam om te dienen als ligstoel op het dek. Voor dit schip ontwierp Gispen nog meer meubilair.
In 1937 is deze fauteuil door Gispen in productie genomen en is tot 1966 geproduceerd. Dit model stoel is opgenomen in de toegepaste kunst collectie van het Museum Boijmans Van Beuningen.